# Glodu (Călinești), Argeș
Glodu este un sat în comuna Călinești din județul Argeș, Muntenia, România.